# FIFA 23
FIFA 23 è un videogioco di calcio sviluppato da EA Sports disponibile per PlayStation 4, PlayStation 5, Xbox One, Xbox Series X e Series S, Microsoft Windows, Nintendo Switch e Google Stadia.
Trentesimo e ultimo capitolo della serie FIFA, è stato presentato durante la fine di luglio 2022 direttamente sul canale YouTube di EA Sports.
In questa edizione, come nelle ultime due, vi è il calciatore francese del Paris Saint-Germain Kylian Mbappe sulla copertina dell'edizione standard; mentre per quanto riguarda la Ultimate Edition, oltre a quest'ultimo, c'è anche la calciatrice australiana del Chelsea Samantha Kerr, testimonial della nuova modalità di gioco con la sezione femminile.

## Nuove caratteristiche

### Modalità di gioco
L'annuncio da parte del team di EA Sports descrive l'abbondanza di particolari e di migliorie apportate ad HyperMotion 2, chiave fondamentale con la quale si potranno notare gran parte delle innovazioni previste nel gameplay di FIFA 23. Come è stato apprezzato lo scorso anno con la versione nextgen di FIFA 22, il sistema HyperMotion verrà ancor più migliorato per consentire agli sviluppatori di gestire quasi il doppio dei dati ingame, per un totale di oltre 6 000 animazioni acquisite da milioni di fotogrammi delle registrazioni motion capture effettuate con delle partite 11 contro 11 sia per il lato maschile, sia per il lato femminile. La versione 2.0 di HyperMotion, di conseguenza, punta a offrire un gameplay molto più realistico e avvolgente dal punto di vista grafico. In quest'ultima edizione ci sarà finalmente la possibilità di effettuare le cinque sostituzioni a partita in corso al posto delle classiche tre, regola introdotta in via straordinaria dal 2020 a causa dell’emergenza COVID e successivamente approvata in via definitiva dalla FIFA.

### Licenze

#### Club
Al termine dell'accordo triennale con Konami, la Juventus ha firmato un accordo pluriennale con EA Sports, tornando quindi con divisa di gioco, logo e stadio licenziati all'interno del videogame per la prima volta da FIFA 19. Non saranno più presenti il campionato messicano, quello brasiliano (ad eccezione delle squadre qualificate alla Coppa Libertadores e Coppa Sudamericana che saranno appunto utilizzabili tramite le omonime modalità di gioco) e, dopo un periodo di 6 anni, anche quello giapponese. Per la prima volta nella storia di FIFA, saranno presenti tre nuovi campionati femminili: quello inglese, quello francese e quello statunitense.
Viene inoltre confermato il ritorno della Serie B con loghi, trofeo, divise e con tutte e 20 le squadre con licenza ufficiale: il campionato cadetto torna dunque su FIFA 23 dopo due anni di assenza.
A causa di un contratto esclusivo con Konami, il Napoli appare con nome logo e divise fittizi, così come lo erano già nell'edizione precedente Atalanta, Lazio e Roma.
Per quanto riguarda la categoria delle squadre incluse nel "Resto del Mondo" si segnalano gli ingressi di nuove squadre come: l'Al-Ain, il Mamelodi Sundowns e il ritorno dell'Atlético Nacional.
Il 21 settembre 2022 viene annunciato l'approdo nel videogame dell'AFC Richmond, insieme all'allenatore Ted Lasso, dall'omonima serie TV.

#### Nazionali
In occasione del Campionato mondiale di calcio 2022, che si è svolto in Qatar dal 20 novembre al 18 dicembre 2022, come già accaduto in occasione dell'edizione FIFA 18 e di conseguenza per la rispettiva manifestazione in Russia, anche quest’anno la EA Sports ha ottenuto la licenza ufficiale per la modalità di gioco della Coppa del Mondo, per cui si segnala il ritorno della nazionale della Croazia ma la perdita di quella della Grecia e per la prima volta la comparsa delle nazionali del Ghana, Marocco e Qatar, essendo quest'ultima paese ospitante della manifestazione.

#### Stadi
Come nell'edizione precedente, in virtù della promozione del Nottingham Forest in Premier League, è stato introdotto il City Ground, stadio che ospita le partite casalinghe del club. Tuttavia, non vi è ancora certezza se esso sarà già presente al momento del lancio oppure nei mesi successivi tramite aggiornamento, proprio come già accaduto nella precedente edizione con il Brentford.
Oltre al già citato Allianz Stadium di Torino e il ritorno della Bombonera del Boca Juniors, sono state ottenute le licenze anche per i seguenti stadi: il Philips Stadion del PSV Eindhoven, l'Europa Park Stadion del Friburgo, l'El Sadar dell'Osasuna, il Banc of California Stadium dei Los Angeles FC e infine il Manchester City Academy Stadium, terreno di gioco del Manchester City Women.